# Címerespoloska-alkatúak

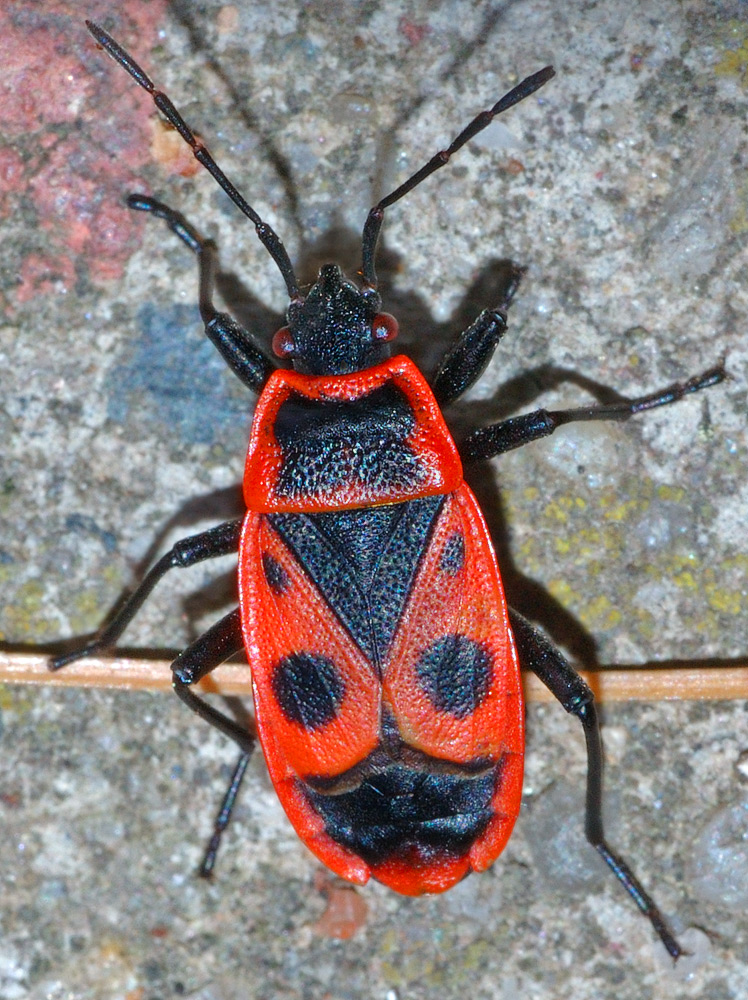
Verőköltő bodobács (Pyrrhocoris apterus)

A címerespoloska-alkatúak (Pentatomomorpha) a rovarok (Insecta) osztályába és a félfedelesszárnyúak (Hemiptera) rendjébe tartozó alrendág.

## Rendszerezésük és a Magyarországon ismertebb fajok
Az alrendágba az alábbi öregcsaládok tartoznak    .
- Aradoidea
  - kéregpoloskák (Aradidae)
  - termeszpoloskák (Termitaphididae)

- Idiostoloidea
  - Idiostolidae

- Piesmatoidea
  - recéspoloskák (Piesmatidae)

- Lygaeoidea
  - szúnyogpoloskák (Berytidae)
  - Colobathristidae
  - Largidae
  - bodobácsok (Lygaeidae)
  - Malcidae
  - Rhyparochromidae

- Pyrrhocoridea
  - verőköltő poloskák (Pyrrhocoridae)

- Coreoidea
  - gyűrűs poloskák (Stenocephalidae)
  - Hyocephalidae
  - karimás poloskák (Coreidae)
  - tövispoloskák (Alydidae)
  - üvegpoloskák (Rhopalidae)

- Pentatomoidea
  - dajkapoloskák (Acanthosomatidae)
  - Canopidae
  - földi poloskák (Cydnidae)
  - Dinidoridae
  - Lestoniidae
  - Megarididae
  - címeres poloskák (Pentatomidae)
    -       - csíkos pajzsospoloska (Graphosoma lineatum)
      - bogyómászó poloska (Dolycoris baccarum)
      - közönséges szipolypoloska (Aelia acuminata)
      - bencepoloska (mezei poloska, Rhaphigaster nebulosa)
      - ázsiai márványospoloska (Halyomorpha halys)

  - Phloeidae
  - Plataspididae
  - pajzsos poloskák (Scutelleridae)
  - Tessaratomidae
  - Thaumastellidae
  - fémes földipoloskák (Thyreocoridae)
  - Urostylidae
  - †Primipentatomidae